# Wethau (Saale)
Die Wethau, mundartlich Wiethe, ist ein rechter Nebenfluss der Saale. Sie entspringt im Saale-Holzland-Kreis (Thüringen) und mündet im Burgenlandkreis (Sachsen-Anhalt).

## Namensherkunft
Das Gewässer wurde im Jahr 1030 als Wetaa erstmals urkundlich erwähnt. Der Flussname könnte mit dem germanischen Wort *Waitō mit der Bedeutung „woran man gehen kann, worauf man fahren kann“ in Zusammenhang stehen. Alternativ könnte er sich vom mittelhochdeutschen wêt (Waid – veraltet für Jagd) ableiten sowie dem Anhängsel -au.

## Verlauf
Das Quellgebiet der Wethau liegt im thüringischen Saale-Holzland-Kreis westlich der Stadt Eisenberg. Sie entspringt in Hohendorf bei Bürgel und fließt oberhalb von Petersberg mit einem südlich von Hainspitz entspringenden Nebenfluss zusammen. Von dort fließt sie nordwärts über Kämmeritz, Hainchen und Zschorgula, quert die Landesgrenze zu Sachsen-Anhalt, und fließt durch die Orte Seiselitz, Utenbach, Cauerwitz, Großgestewitz, Wettaburg, Wetterscheid, Mertendorf und Wethau. Sie mündet südlich des Ortes Schönburg in die Saale.

## Das Wethautal
Die umgebende Landschaft der Wethau wird mit dem Verlassen des Holzlandes als Wethautal bezeichnet. Darin eingeschlossen sind auch Orte, die nicht direkt an der Wethau liegen. Das Wethautal wird im Osten vom Heideland, im Westen von der Molauer Platte begrenzt und geht über in das Saaletal. Ein Teil hiervon ist das Kroppental.
Das Wethautal ist namensgebend für die Zusammenschlüsse umliegender Gemeinden zu den Verwaltungsgemeinschaften Wethautal in Sachsen-Anhalt und Thüringen.

## Die Mühlen der Wethau

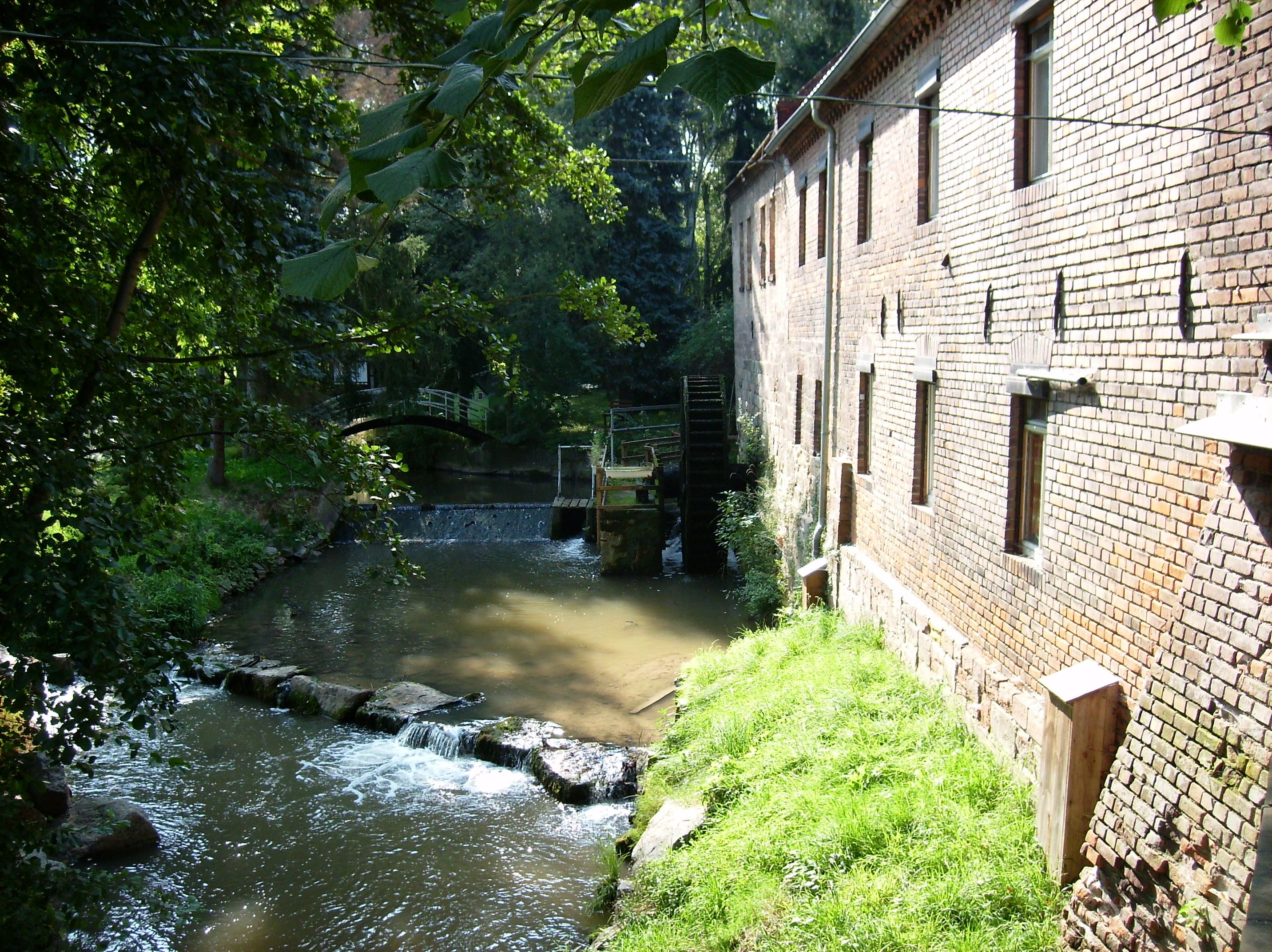
Neumühle bei Schönburg

An der Wethau wurden früher zahlreiche Wassermühlen betrieben. Von den Mühlen sind einige noch erhalten und werden als Wohngebäude genutzt.
- Mühle Hainspitz – östlich von Hainspitz, verschwunden
- Mühle Petersberg – im Ort Petersberg, als Wohngebäude genutzt
- Stüntzmühle – nordwestlich von Törpla, wurde zwischenzeitlich als Ferienheim genutzt
- Dothener Mühle – östlich von Dothen, noch vorhanden
- Kämmeritz – im Ort Kämmeritz, umgebaut zur Christlichen Nachsorgeeinrichtung Holzmühle Kämmeritz
- Krebsmühle – Kämmeritz, bei Schkölen
- Mühle Zschorgula – im Ort Zschorgula, als Wohngebäude genutzt
- Seußlitzmühle – östlich von Seiselitz, verschwunden
- Mühle Utenbach – im Ort Utenbach, als Wohngebäude genutzt
- Mühle Cauerwitz – Lage nicht bekannt
- Steinmühle – Großgestewitz, Lage nicht bekannt
- Mühle Beuditz – zwei Wassermühlen, Lage nicht bekannt
- Wettaburgsche Mühle – Wettaburg, stand auf dem heutigen Sportplatz
- Herrenmühle – liegt zwischen Wettaburg und Wetterscheid, es befindet sich ein Futtermittelhandel darin der 2011 geschlossen wurde
- Mühle Mertendorf – Lage nicht bekannt
- Bachmühle Wethau – im Ort Wethau, als Wohngebäude genutzt
- Kroppenmühle oder Koppenmühle – 500 Meter oberhalb der Neumühle
- Neumühle – in Schönburg, am Endpunkt des Kroppentals